# Alessandro Frigerio
Alessandro Frigerio (Tumaco, 15 novembre 1914 – Locarno, 10 gennaio 1979) è stato un calciatore svizzero, di ruolo attaccante.

## Carriera
Nato dal console di origini ticinesi Reinaldo Frigerio e dalla colombiana María Payán , Alessandro Frigerio, detto "Mucho", ha giocato con la squadra degli Young Fellows di Zurigo, del Le Havre AC, del FC Lugano  dove esordì come attaccante all'età di appena 15 anni.  (ha terminato come il miglior cannoniere del campionato di Svizzera di calcio del 1941-1942, con 23 goal ), e dell'AC Bellinzona. Fu capocannoniere del campionato svizzero nel 1937, nel 1941 e nel 1942. È stato selezionato dieci volte per la nazionale di calcio della Svizzera. È poi stato allenatore nel 1948 e nel 1951 del FC Chiasso.
Alessandro "Mucho" Frigerio fu anche l'attaccante è il giocatore più giovane ad aver mai giocato nella nazionale svizzera. Alla tenera età di 17 anni, 3 mesi e 21 giorni. Gli fu impedito di partecipare ai mondiali del 1934 e dopo solo 10 partite la sua carriera con la nazinoale si concluse.

## Statistiche

### Cronologia presenze e reti in nazionale
| Cronologia completa delle presenze e delle reti in nazionale ― Svizzera | Cronologia completa delle presenze e delle reti in nazionale ― Svizzera | Cronologia completa delle presenze e delle reti in nazionale ― Svizzera | Cronologia completa delle presenze e delle reti in nazionale ― Svizzera | Cronologia completa delle presenze e delle reti in nazionale ― Svizzera | Cronologia completa delle presenze e delle reti in nazionale ― Svizzera | Cronologia completa delle presenze e delle reti in nazionale ― Svizzera | Cronologia completa delle presenze e delle reti in nazionale ― Svizzera |
| Data                                                                    | Città                                                                   | In casa                                                                 | Risultato                                                               | Ospiti                                                                  | Competizione                                                            | Reti                                                                    | Note                                                                    |
| ----------------------------------------------------------------------- | ----------------------------------------------------------------------- | ----------------------------------------------------------------------- | ----------------------------------------------------------------------- | ----------------------------------------------------------------------- | ----------------------------------------------------------------------- | ----------------------------------------------------------------------- | ----------------------------------------------------------------------- |
| 6-3-1932                                                                | Lipsia                                                                  | Germania                                                                | 2 – 0                                                                   | Svizzera                                                                | Amichevole                                                              | 0                                                                       |                                                                         |
| 20-3-1932                                                               | Berna                                                                   | Svizzera                                                                | 3 – 3                                                                   | Francia                                                                 | Amichevole                                                              | 0                                                                       |                                                                         |
| 17-9-1933                                                               | Budapest                                                                | Ungheria                                                                | 3 – 0                                                                   | Svizzera                                                                | Coppa Internazionale 1933-1935                                          | 0                                                                       |                                                                         |
| 24-9-1933                                                               | Belgrado                                                                | Jugoslavia                                                              | 2 – 2                                                                   | Svizzera                                                                | Qual. Mondiali 1934                                                     | 1                                                                       |                                                                         |
| 11-11-1934                                                              | Vienna                                                                  | Austria                                                                 | 3 – 0                                                                   | Svizzera                                                                | Coppa Internazionale 1933-1935                                          | 0                                                                       |                                                                         |
| 27-1-1935                                                               | Stoccarda                                                               | Germania                                                                | 4 – 0                                                                   | Svizzera                                                                | Amichevole                                                              | 0                                                                       |                                                                         |
| 3-11-1935                                                               | Nicosia                                                                 | Svizzera                                                                | 2 – 1                                                                   | Norvegia                                                                | Amichevole                                                              | 0                                                                       |                                                                         |
| 10-11-1935                                                              | Budapest                                                                | Ungheria                                                                | 6 – 1                                                                   | Svizzera                                                                | Amichevole                                                              | 0                                                                       |                                                                         |
| 17-3-1936                                                               | Dublino                                                                 | Irlanda                                                                 | 1 – 0                                                                   | Svizzera                                                                | Amichevole                                                              | 0                                                                       |                                                                         |
| 10-3-1937                                                               | Amsterdam                                                               | Paesi Bassi                                                             | 2 – 1                                                                   | Svizzera                                                                | Amichevole                                                              | 0                                                                       |                                                                         |
| Totale                                                                  |                                                                         | Presenze                                                                | 10                                                                      |                                                                         | Reti                                                                    | 1                                                                       |                                                                         |

## Palmarès

### Club

#### Competizioni nazionali
- Campionato svizzero: 2

YF Zurigo: 1935-1936
Lugano: 1940-1941
- Prima Lega: 1

Bellinzona: 1943-1944

### Individuale
- Capocannoniere del Campionato svizzero: 3

1936-1937 (23 reti), 1940-1941 (26 reti), 1941-1942 (23 reti),